# Flagge Kiribatis
Die Flagge Kiribatis besteht aus zwei farblich getrennten Bereichen. Die obere Hälfte ist rot. Dort ist ein goldener, fliegender Fregattvogel (Fregata minor, auf Kiribatisch: te eitei) als Symbol für Stärke und Freiheit über einer aufgehenden goldenen Sonne (auf Kiribatisch: otintai) dargestellt. Beide sind mit Konturlinien und innenliegenden Details versehen. Auf der unteren Hälfte wechseln jeweils drei blaue und drei weiße Wellenlinien. Die weißen Wellenlinien stellen die drei Inselgruppen Gilbertinseln, Phoenixinseln und die Line Islands dar. Die 17 Strahlen der Sonne symbolisieren die 16 Inseln der Gilberts und Banaba.

Blue Ensign der Gilbert- und Elliceinseln, in Verwendung zwischen 1937 und 1979

Die Flagge wurde am 12. Juli 1979 offiziell eingeführt. Entworfen wurde das Design bereits 1932 von Arthur Grimble für das Wappen in der Blue Ensign der Gilbert- und Elliceinseln, die seit 1937 offiziell verwendet wurde.
| Farbe   | Rot               | Gold        | Blau               |
| ------- | ----------------- | ----------- | ------------------ |
| BS 381C | 539 - Currant red | 355 - Lemon | 110 - Roundel blue |
| RGB     | 200-16-16         | 248-208-0   | 24-48-112          |
| CMYK    | 0-92-92-22        | 0-16-100-3  | 79-57-0-56         |